# Cikloheksan-1,2-diol dehidrogenaza
Cikloheksan-1,2-diol dehidrogenaza (EC 1.1.1.174, cikloheksan-1,2-diolska dehidrogenaza) je enzim sa sistematskim imenom trans-cikloheksan-1,2-diol:NAD+ 1-oksidoreduktaza. Ovaj enzim katalizuje sledeću hemijsku reakciju
trans-cikloheksan-1,2-diol + NAD+ {\displaystyle \rightleftharpoons } 2-hidroksicikloheksan-1-on + NADH + H+
Cikloheksan-1,2-diolska dehidrogenaza takođe oksiduje, mada sporije, cis izomer i 2-hidroksicikloheksanon.

## Literatura
- Nicholas C. Price; Lewis Stevens (1999). Fundamentals of Enzymology: The Cell and Molecular Biology of Catalytic Proteins (Third изд.). USA: Oxford University Press. ISBN 019850229X.
- Eric J. Toone (2006). Advances in Enzymology and Related Areas of Molecular Biology, Protein Evolution (Volume 75 изд.). Wiley-Interscience. ISBN 0471205036.
- Branden C; Tooze J. Introduction to Protein Structure. New York, NY: Garland Publishing. ISBN 0-8153-2305-0.
- Irwin H. Segel. Enzyme Kinetics: Behavior and Analysis of Rapid Equilibrium and Steady-State Enzyme Systems (Book 44 изд.). Wiley Classics Library. ISBN 0471303097.

## Spoljašnje veze
- Cyclohexane-1,2-diol+dehydrogenase на 